# Chráněná krajinná oblast Šumava
Chráněná krajinná oblast Šumava (CHKO Šumava) je chráněná krajinná oblast v Česku. Vyhlášena byla 27. prosince 1963. Správa CHKO sídlí ve Vimperku. Rozloha CHKO činí 995 km², nadmořská výška se pohybuje v rozmezí 466 až 1 362 metrů, nejvyšším bodem je vrchol Boubína.
CHKO Šumava byla vyhlášena Ministerstvem školství a kultury v roce 1963. V roce 1975 Ministerstvo kultury upravilo podmínky ochrany přírody v tomto území. V březnu 1991 vyhlásila vláda ČR Národní park Šumava vyčleněním části území CHKO. Tím se CHKO stala ochrannou zónou nového národního parku a zároveň zahrnuje i další partie Šumavy, jako je Boubín či Královský hvozd s Černým a Čertovým jezerem.

## Území Natura 2000
Na většině území CHKO Šumava se rozkládá evropsky významná lokalita Šumava (kód CZ0314024), která byla vyhlášena nařízením vlády č. 132/2005 Sb.
Na částech území CHKO Šumava se rozkládají ptačí oblasti, a to: 
- Ptačí oblast Šumava (kód CZ0311041), která  byla vyhlášena nařízením vlády č. 681/2004 Sb.
- Ptačí oblast Boletice (kód CZ0311040), která byla vyhlášena nařízením vlády č. 19/2005 Sb.

## Maloplošná chráněná území
Zajišťují dlouhodobou ochranu výjimečných biotopů a garanci jejich dlouhodobého monitorování. Je možno rozlišit tři rozdílné kategorie:
1. Pralesy a přírodní nepozměněné mokřady – Boubínský prales, Velká niva, Zátoňská hora a jiné, na nichž se sleduje samovolné chování přirozených lesů.
2. Samovolně vzniklé lesy a druhotné mokřady – Chřepice, Velké Bahno, Pravětínská lada, Nebe, určené ke sledování samovolného nástupu lesa a prostorové flexibility rostlinných druhů ovlivňovaných tímto lesem.
3. Lokality ochrany výjimečných druhů – Blanice, Pod Popelní horou, Vyšný a podobně, zajišťující ochranu ohrožených nebo typických druhů živočichů nebo rostlin.

### Národní přírodní rezervace
- Bílá Strž (1972 – 79,02 ha)
- Boubínský prales (1858 – 677,33 ha)
- Černé a Čertovo jezero (1911 – 174,86 ha)
- Velká Niva (1989 – 120,31 ha)

### Národní přírodní památky
- Blanice (1989 – 294,68 ha)
- Olšina (2017 – 83,63 ha)

### Přírodní rezervace
- Amálino údolí (1994 – 80,93 ha)
- Čertova stráň (1992 – 20,34 ha)
- Datelovská strž (2003 – 5,78 ha)
- Hamižná (1995 – 14,89 ha)
- Chřepice (1994 – 16,89 ha)
- Kepelské mokřady (1995 – 67,93 ha)
- Kyselovský les (1995 – 6,79 ha)
- Lakmal (2003 – 41,08 ha)
- Losenice (1998 – 2,70 ha)
- Losenice II (2008 – 13,27 ha)
- Městišťské rokle (1994 – 168,91 ha)
- Milešický prales (1989 – 8,29 ha)
- Na Mokřinách
- Na soutoku (2003 – 28,22 ha)
- Nebe (1995 – 13,89 ha)
- Niva Horského potoka
- Otov (2011 – 6,31 ha)
- Otovský potok
- Páteříková Huť (2003 – 7,04 ha)
- Prameniště (1994 – 335,27 ha)
- Pravětínská Lada (2000 – 49,32 ha)
- Rašeliniště Borková (1995 – 47,48 ha)
- Rožnov (2011 – 28,85 ha)
- Svobodova niva (1996 – 8,61 ha)
- Zátoňská hora (1989 – 49,29 ha)
- Zelenský luh (2003 – 16,65 ha)
- Zhůřská pláň (2000 – 131,94 ha)
- Zhůřský lom (1999 – 0,75 ha)

### Přírodní památky
- Házlův kříž (1992 – 51 ha)
- Jasánky (přírodní památka) (1992 – 105,20 ha)
- Jilmová skála (1985 – 8,12 ha)
- Královský hvozd (1991 – 2020,85 ha)
- Lipka (1933 – 0,96 ha)
- Vyšný – Křišťanov (1989 – 5,85 ha)
- Malý Polec (1982 – 11,20 ha)
- Multerberské rašeliniště (1992 – 9,12 ha), pravidelně se zde vyskytuje los evropský
- Pasecká slať (2000 – 89,55 ha)
- Pestřice (1992 – 106,58 ha)
- Pod Popelní horou (1985 – 6,10 ha)
- Poušť (1992 – 47,16 ha)
- Prameniště Hamerského potoka u Zvonkové (1992 – 46,45 ha)
- Račínská prameniště (1992 – 123,27 ha)
- Rašeliniště Kyselov
- Spáleniště
- Svatý Tomáš (1992 – 53,05 ha)
- Velké bahno (1992 – 85,76 ha)